# 양층언어

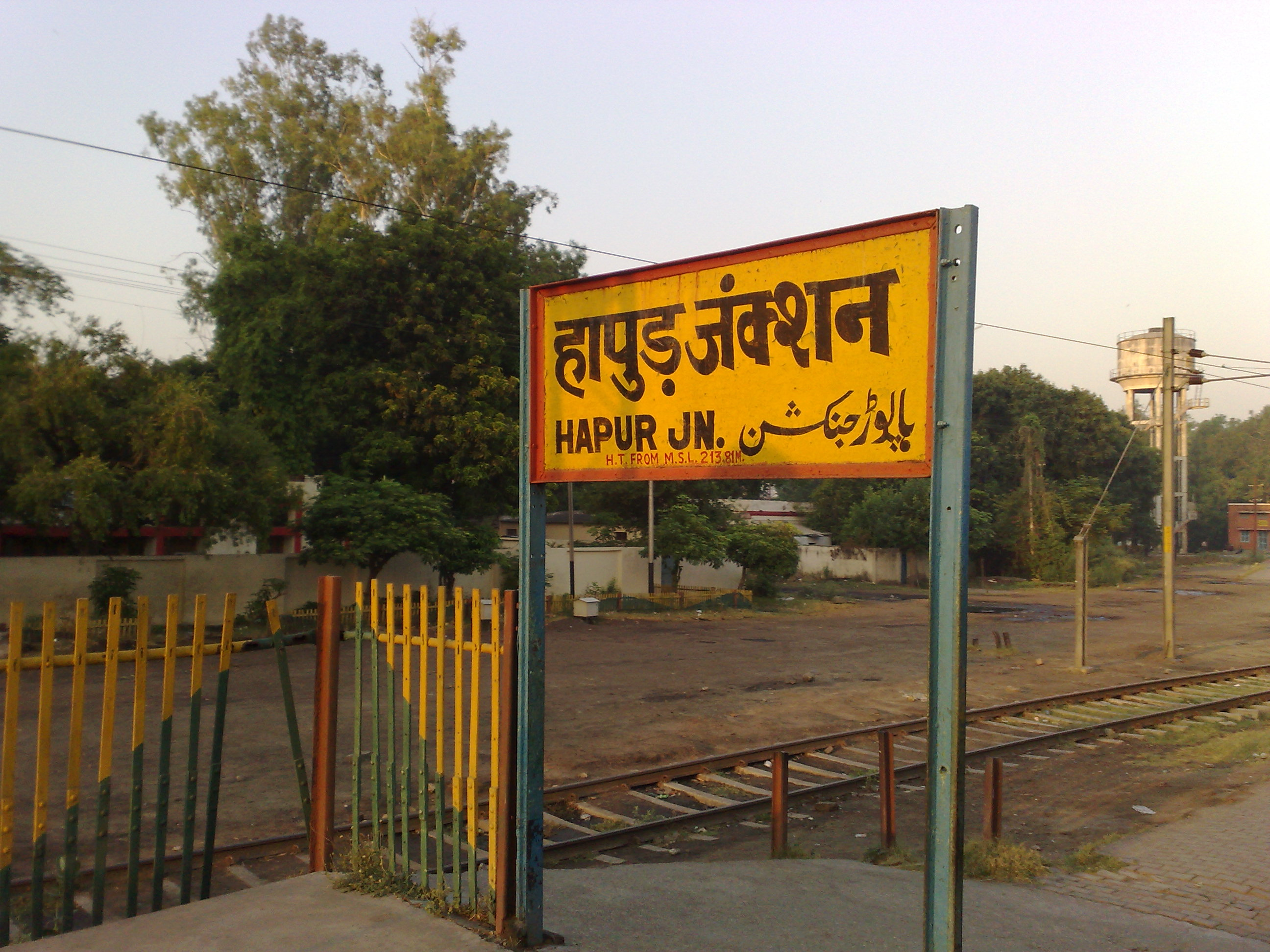

양층언어(兩層言語) 또는 다이글로시아란 한 사회에서 두개의 (보통 관련도 높은) 언어가 사용되는데 그중 하나는 상위계층(주로 지배계급 혹은 공식문건)에서 사용되고 다른 하나는 하위계층(주로 구어)에서 사용되는 상황을 말한다. 사회언어학에서 매우 중요한 개념이다.

## 어원
불어 diglossie는 Ioannis Psycharis가 그리스어 διγλωσσία('bilingualism')를 번역한 말이다. 아랍 전문가인 William Marçais가 아랍어 사용국가의 양층언어 상황을 설명하기 위해 1930년에 처음 사용했다.

## 정의
오이겐 니다의 정의를 따르면
1. 두가지 혹은 그 이상의 언어를 구사하는 사람이 여러 가지 이유로 한 언어에서 다른 언어로 바꾸어 말하는 상황
2. 한 언어 내에서 두 개의 지역 방언을 구사하는 사람이 방언을 바꾸어가며 말하는 상황
3. 한가지 언어를 구사하면서 단계상의 차이가 있는 유형들을 바꾸어가며 말하는 상황

등에서 발생하는 언어현상이다.

## 사례
- 아랍어
  - H : 문어체 아랍어(문학, 신문, 공식적인 상황 : 아랍세계 공통)
  - L : 구어체 아랍어(일상생활 : 다수의 방언 존재)
    - M : 문어체 아랍어의 규칙을 유지하면서 구어체의 어휘나 리듬을 활용하는 소수의 작가 존재
- 영어 : U 영어, non-U 영어

## 같이 보기
- 부호전환
- 방언연속체
- 다중문자사용
- 노르웨이어 분쟁
- 다중심언어
- 사용역
- 사회언어학
- 표준어